# Đelo Jusić
Đevalhudin "Đelo" Jusić (Dubrovnik, 1939. január 26. – Zágráb, 2019. május 31.) horvát zeneszerző, karmester és gitáros, a Dubrovački trubaduri együttes tagja. Több zenei díj és elismerés tulajdonosa, Ibrica Jusić bátyja.

## Pályafutása
Az 1960-as években kezdett zeneszerzéssel foglalkozni, 1961-ben alapítótagja volt a Dubrovački trubaduri nevű horvát zenekarnak, mely a beatzenét mediterrán hangszerkísérettel (pl. mandolin) ötvözte, 1968-ban az Euróvíziós Dalfesztiválon is szerepeltek. Szülővárosában gyermekkórust is szervezett.
Szerzeményeit olyan előadók tolmácsolták mint Tereza Kesovija, Oliver Dragojević, Ibrica Jusić, Frano Lasić, Ivo Pattiera és Milo Hrnić. Nevezetesebb dalai: "Dalmatinski lero", "Zapjevajmo prijatelji", "Mladosti, moja lijepa radosti", "Volim te budalo mala", "Zagrljeni", "La musica di notte", "Stare ljubavi", "Sinoć sam htjela". Karmesterként vezényelt többek között Berlinben, Drezdában, Leningrádban, Moszkvában, Splitben és Szarajevóban. 1975 és 1990 között Zágrábban lakott. A jugoszláv háború idején Dubrovnikban működött, rendszeres szervezője volt a humanitárius karácsonyi és újévi koncerteknek. 1992 májusában II. János Pál pápa audiencián fogadta őt és a dubrovniki gyermekkórust. 4 CD-t rögzített a dubrovniki szimfonikus zenekarral. 2007-ben Porin életműdíjjal jutalmazták.
2019-ben hunyt el hosszú betegség után Zágrábban. Leánya Dubravka Jusić énekesnő.

## Fordítás
- Ez a szócikk részben vagy egészben  a(z)   Đelo Jusić című horvát Wikipédia-szócikk fordításán alapul.  Az eredeti cikk szerkesztőit annak laptörténete sorolja fel. Ez a jelzés csupán a megfogalmazás eredetét és a szerzői jogokat jelzi, nem szolgál a cikkben szereplő információk forrásmegjelöléseként.